# ديمون كانفيلد
ديمون كانفيلد هو سياسي أمريكي، ولد في 21 سبتمبر 1897 في سايلوم سبرينغز في الولايات المتحدة، وتوفي في 14 أغسطس 1992 في بوثيل في الولايات المتحدة. نشط حزبياً في الحزب الجمهوري. وقد انتخب عضو مجلس نواب واشنطن ‏.